# Lepidopilum divaricatum
Lepidopilum divaricatum là một loài rêu trong họ Daltoniaceae. Loài này được Dozy & Molk. Mitt. mô tả khoa học đầu tiên năm 1869.